# Campagne de Malaisie
Théâtre d'Asie du Sud-Est de la Guerre du Pacifique
Batailles
Campagne de Malaisie
- Invasion japonaise de la Malaisie
- Opération Krohcol
- Occupation japonaise de la Malaisie
- Attaque du Prince of Wales et du Repulse
- Bataille de Jitra
- Gurun
- Kampar
- Slim River
- Gemas (en)
- Muar
- Endau (en)

Japon :
- Raid de Doolittle
- Bombardements stratégiques sur le Japon (Tokyo
- Yokosuka
- Kure
- Hiroshima et Nagasaki)
- Raids aériens japonais des îles Mariannes
- Campagne des archipels Ogasawara et Ryūkyū
- Opération Famine
- Bombardements navals alliés sur le Japon
- Baie de Sagami
- Invasion de Sakhaline
- Invasion des îles Kouriles
- Opération Downfall
- Reddition du Japon

Pacifique central :
- Pearl Harbor
- Guam (1941)
- Wake
- Raid sur les îles Gilbert et Marshall
- Opération K
- Midway
- Opération RY
- Campagne des îles Gilbert et Marshall
- Campagne des îles Mariannes et Palaos
- Campagne des archipels Ogasawara et Ryūkyū
- Opération Inmate

Pacifique du sud-ouest :
- Nauru
- Invasion des Philippines (1941-42)
- Invasion des Indes orientales néerlandaises
- Opérations de l'Axe dans les eaux australiennes
- Raids aériens japonais sur l'Australie (1942-43)
- Opération Ke
- Campagne des îles Salomon
- Campagne de Nouvelle-Guinée
- Campagne des Philippines
- Campagne de Bornéo (1945)

Asie du sud-est :
- Invasion de l'Indochine (1940)
- Océan Indien (1940-45)
- Guerre franco-thaïlandaise
- Invasion de la Thaïlande
- Campagne de Malaisie
- Hong Kong
- Singapour
- Campagne de Birmanie
- Opération Kita
- Indochine (1945)
- Détroit de Malacca
- Opération Jurist
- Opération Tiderace
- Opération Zipper
- Bombardements stratégiques (1944-45)

Guerre sino-japonaise
Front d'Europe de l’Ouest
Front d'Europe de l’Est
Bataille de l'Atlantique
Campagnes d'Afrique, du Moyen-Orient et de Méditerranée
Théâtre américain
La campagne de Malaisie est une phase du théâtre extrême-oriental de la Seconde Guerre mondiale, qui s'est déroulée de 8 décembre 1941 au 31 janvier 1942 sur le territoire de la Malaisie, alors colonie de l'Empire britannique. Elle a opposé les forces Alliées (Royaume-Uni et troupes des Indes britanniques et Malaisiennes, Australie, Nouvelle-Zélande, Pays-Bas) à celle de l'Axe, représentées par l'empire du Japon et le royaume de Thaïlande.
En dehors de plusieurs escarmouches mineures au début de la campagne entre le Commonwealth britannique et les forces armées royales thaïlandaises, la campagne de Malaisie fut dominée par des batailles terrestres entre les unités de l'armée du Commonwealth et de l'armée impériale japonaise. Les Japonais prirent rapidement l'avantage face à des forces alliées pourtant plus nombreuses, mais insuffisamment préparées et équipées, et s'emparèrent des possessions malaises de l'Empire britannique dès les premiers jours. Pour les forces britanniques, indiennes, australiennes et malaises défendant la colonie, la campagne fut un désastre total.

## Contexte
Durant l'entre-deux-guerres, les possessions du Royaume-Uni en Asie du Sud-Est ne firent pas l'objet d'une attention soutenue, ne bénéficiant que de troupes insuffisantes en cas d'invasion ennemie. Les Britanniques comptaient principalement dans le cadre de la stratégie de Singapour sur l'installation d'une flotte de navires de guerre dans la base navale de Singapour, mais la flotte promise n'était toujours pas arrivée en 1939, lors du déclenchement de la guerre en Europe. La situation au Moyen-Orient, puis en Union soviétique, mobilisa toute l'attention de l'état-major britannique, l'Asie étant comparativement négligée.
En juillet 1940, l'Armée impériale japonaise envahit et occupa le sud de l'Indochine. Par la suite, des sanctions économiques à l'encontre de l'empire du Japon furent appliquées par les Britanniques, les États-Unis et les Pays-Bas. Le Japon subit un embargo sur la distribution de pétrole, d'étain et de caoutchouc, ce qui rendait précaire à moyen terme son plan de colonisation de la Chine et ses visées expansionnistes en Extrême-Orient. La marine et l'armée japonaises furent mobilisées, la situation en Asie prenant l'allure d'un conflit latent.
Les relations avec le Japon étant de plus en plus tendues, les renforts du Commonwealth finirent par affluer vers la Malaisie.
L'empire du Japon menait depuis plusieurs mois des pourparlers avec le royaume de Thaïlande pour obtenir le droit de passage nécessaire à l'opération mais décida, finalement, de ne plus attendre, et de passer en force en débarquant sur le territoire thaïlandais le 8 décembre 1941, une heure avant l'attaque surprise sur Pearl Harbor (la différence de date est causée par la ligne de changement de date).

## Forces en présence
Arthur Ernest Percival fut nommé en avril 1941 commandant des troupes britanniques en Malaisie. Il commença dès son arrivée la formation de troupes mal équipées et souvent inexpérimentées, en provenance d'un peu partout de l'Empire. Il n'a pas de tanks, jugés inadaptés au terrain et au climat local, mais dispose d'une artillerie conséquente.
La RAF dispose de bases, mais ses avions sont en nombre qui s'avérera insuffisant, largement démodés (il y a encore des biplans), et dans un état d'entretien inadéquat. De plus, les aérodromes avaient été installés par la RAF, sans consultation de l'Armée, dans des endroits indéfendables[source insuffisante].
La Royal Navy est puissamment présente depuis le 2 décembre 1941, jour de l'arrivée à Singapour du cuirassé HMS Prince of Wales et du croiseur de bataille HMS Repulse, escortés par quatre destroyers. Pour la première fois de l'histoire, une flotte de guerre était basée en cet endroit du globe. Cette Force Z aurait dû compter le porte-avions HMS Indomitable et ses 48 avions modernes, mais une avarie en Jamaïque ne lui permettra pas d'arriver à temps. Le lendemain, l'amiral Spooner (en) organisa un dîner auquel assistèrent Arthur Percival et le commandant en chef de la flotte en Extrême-Orient, l'amiral Thomas Tom Phillips. Les troupes alliées ne disposaient cependant toujours pas de forces suffisantes pour assurer une défense efficace de la Malaisie britannique.
Les ordres de Winston Churchill sont sans équivoque, il n'envisage pas la perte de la Malaisie, et encore moins de Singapour.
Du côté japonais, le lieutenant-général Tomoyuki Yamashita commande la 25e armée japonaise, et se prépare depuis de nombreux mois. Son plan est de débarquer sur la côte est au nord de la Malaisie, à l'endroit où la péninsule est étroite, puis de longer la côte ouest vers Singapour, à près de 800 km. Les difficultés logistiques de ravitaillement lui imposent d'avancer le plus vite possible, et de ne disposer que d'une force limitée (deux fois moindre que les forces britanniques). Ses troupes sont bien entrainées, fanatisées et aguerries, une partie venant de combattre dans la seconde guerre sino-japonaise. Un contingent est doté de bicyclettes pour une progression rapide avec une charge lourde, car le fantassin transportera lui-même son eau et sa nourriture.
Il dispose d'une aviation moderne, supérieure qualitativement et quantitativement, capable de lui apporter un appui aérien rapproché.
Il dispose également de tanks, qui auraient été jugés obsolètes sur un front européen, mais sans opposition car les Britanniques n'en ont pas, et n'ont pas non plus d'entrainement ni d'équipement anti-char.
Les deux camps ont, pour des raisons différentes, une piètre idée du soldat ennemi et sont a priori confiants.

## Attaque japonaise
La première unité japonaise qui arriva en Malaisie durant la nuit du 8 décembre avait pour but de faire diversion près de Kota Bharu sur la côte est.
Le débarquement à proprement parler eut lieu plus tard, à Singora et Pattani au sud-est de la Thaïlande. Des heurts se produisirent le 8 entre les troupes thaïlandaises et japonaises, suivies d'un cessez-le-feu au bout de quelques heures, et d'un accord entre les deux pays (un traité d'alliance formel fut conclu le 21 décembre). Le même jour, une force britannique, la colonne « Krohcol », comptant plusieurs régiments indiens, passa la frontière thaïlandaise afin de couper la route aux Japonais, mais se heurta les jours suivants à la résistance de la Police Royale thaïlandaise, notamment dans la ville de Betong. L'opération de contournement fut un échec stratégique pour les troupes alliées qui, attaquées également par l'armée japonaise, durent se retirer de Thaïlande le 11.
Le 8 également, avant l'aurore, dix-sept Mitsubishi G3M du Mihoro Kaigun Kōkūtai de l'aéronavale japonaise en provenance de Cochinchine (sur 70 prévus, les autres étant forcés par la mauvaise météo à faire demi-tour) bombardent Singapour où la force Z est au mouillage. Cette dernière appareille dans l'après-midi pour tenter d'intercepter les convois japonais d'invasion.
Le 9 décembre, l'aérodrome d'Alor Star, clé de voûte de la défense aérienne de la péninsule est évacué par la RAF, sans avoir été totalement mis hors d'usage. L'aviation japonaise dispose désormais d'une base, et s'emploie méthodiquement à détruire l'aviation alliée, au sol comme dans les airs. Mal équipés et mal préparés, les éléments locaux de la Royal Air Force et de la Royal Australian Air Force n'étaient pas de taille face à l'aviation nippone. Les pilotes britanniques et australiens étaient mal coordonnés entre eux, et ne purent définir d'action commune efficace. L'escadron No. 488 de la Royal New Zealand Air Force et l'Aviation militaire de l'armée royale des Indes néerlandaises prêtèrent également main-forte aux troupes britanniques, les Néerlandais se repliant à la fin de la bataille vers Java.
Le 10 décembre, Percival fit cette déclaration :

« En ce jour d'épreuve, le commandant général appelle les commandements malais de tout rang à engager un effort soutenu et déterminé afin de sauver la Malaisie et les territoires britanniques adjacents. Les yeux de l'Empire sont posés sur nous. L'ensemble de notre position en Extrême-Orient est en jeu. La lutte peut être longue et sinistre mais nous devons faire face à ce qui peut arriver et prouver que nous sommes dignes de la grande confiance que l'on nous a accordée. »

Le 10 décembre, l'attaque de l'aviation japonaise, venue de Cochinchine, aboutit à couler le HMS Prince of Wales et le HMS Repulse, laissant la côte est de la Malaisie dégarnie face à de possibles nouveaux débarquements des troupes impériales.
À cette date, les Japonais avaient réussi à détruire la majorité des avions alliés, se garantissant la maîtrise quasi totale des airs et des mers. Les Japonais ont atteint leurs premiers objectifs, et peuvent se lancer plus avant.

## Progression japonaise
À ce stade des opérations, Percival dispose encore de forces terrestres puissantes, et tente toujours de conserver la Malaisie, tandis que Yamashita, contraint par sa logistique, tente de progresser le plus vite possible. Cette progression sera émaillée de nombreuses escarmouches et véritables batailles.
Le 11 décembre, l'armée japonaise attaque les troupes indiennes du Royaume-Uni à Jitra. Mieux armées, face à des troupes alliées qui ne disposaient pas de tanks, les troupes japonaises pratiquaient aussi bien l'avance de blindés que l'utilisation de troupes rapides et légères, capables de se déplacer rapidement dans la jungle. De nombreux soldats indiens n'avaient alors jamais vu de tanks. Le 13, la défaite britannique est consommée, et de nombreuses pertes s'ensuivront pendant la déroute.
Le 17 décembre, face aux bombardements intenses et incessants depuis le 8, les Alliés abandonnèrent l'île de Penang, évacuant une partie des civils européens.

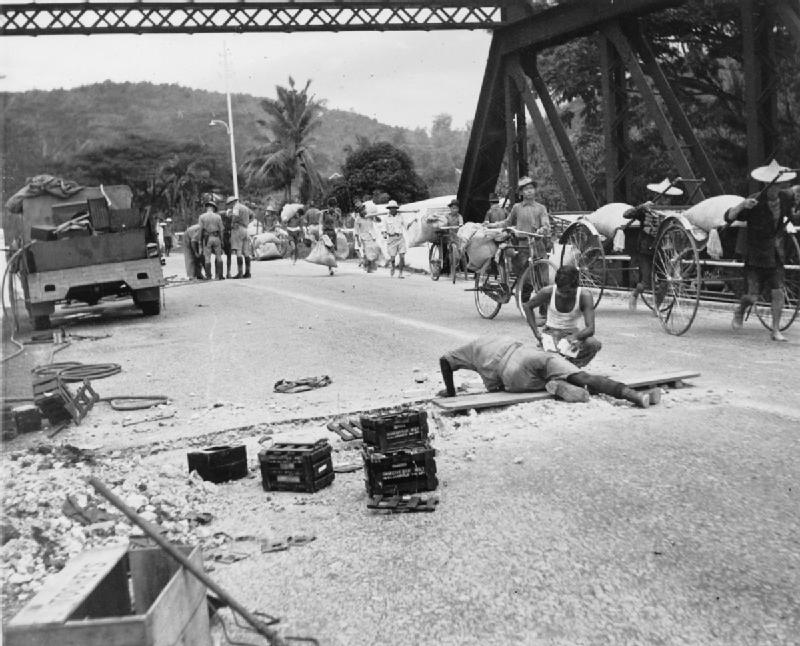
Ingénieurs britanniques préparant la démolition d'un pont lors de la retraite vers Singapour.

À partir du 30 décembre, à la bataille de Kampar (ou Perak), la 11e division d'infanterie indienne, soutenue par une puissante artillerie, retient l'armée japonaise quelques jours, mais se fait déborder par un débarquement japonais dans son dos et doit se replier le 2 janvier vers la Slim River.
Cette même division sera pratiquement anéantie le 7 janvier, à la bataille de la Slim River, lorsque, de nuit et sous la pluie, un fer de lance de chars perce les positions britanniques et s'empare de ponts importants. Cette tactique laisse l'artillerie britannique incapable de se transformer efficacement en force anti-char, notamment faute d'entrainement.
Dès lors, Percival ordonne l'abandon de la Malaisie centrale, y compris Kuala Lumpur dont les Japonais s'emparent sans coup férir le 11 janvier. Les Japonais auront donc parcouru plus de 450 km en à peine plus d'un mois.

## Retraite finale sur Singapour
Le 14 janvier, la bataille de Muar constitue une nouvelle défaite pour les Alliés, ponctuée toutefois par le succès d'une embuscade organisée par les Australiens où la division de la garde japonaise laisse plus de 700 morts, ne parvenant cependant pas à stopper l'avance japonaise.
Le 27 janvier 1942, Percival ordonna le repli de toutes les troupes sur l'île de Singapour, achevé le 31 janvier avec la destruction du pont reliant l'île à la province de Johor.
Mais les Japonais ne se reposent pas, et préparent déjà la bataille de Singapour qui s'engagera à partir du 8 février, jusqu'à la capitulation le 15.
Churchill considéra la défaite des troupes britanniques en Malaisie britannique comme « le pire désastre et la capitulation la plus importante de l'histoire britannique ».